# Roystonea oleracea var. jenmanii
Roystonea oleracea var. jenmanii es una variedad de R. oleracea descripta por John Frederick Waby en 1919 y que solo es conocida en cultivo en el Jardín Botánico de Georgetown (Guyana); difiere de la variedad tipo (R. oleracea var. oleracea) solo por la posición de las hojas que caen 45° por debajo de la horizontal, y no parece tener diferencias florales con esta.
Aunque Liberty Hyde Bailey estaba en lo correcto señalando que esta palmera, con su hábito de crecimiento distintivo, es una variedad de R. oleracea, no sabía que el nombre Oreodoxa regia var. jenmanii ya había sido válidamente publicado para esta palma por Waby. Bailey cita este supuesto nombre no publicado como un sinónimo, "invalidando" de esta manera a Roystonea (=Oreodoxa) regia var. jenmanii. Sin embargo el nombre usado por Bailey fue tomado como nomen superfluo. Sin embargo, Waby no designó muestra tipo para esta variedad porque se trataba de plantas cultivadas, así fue tomada la muestra 581 de Bailey como neotipo. De esta forma la colección de Bailey constituyen el mejor registro de esta curiosa variedad de R. oleracea.